# Vlaams Belang
Het Vlaams Belang (VB) is een radicaal-rechtse Belgische politieke partij die eind 2004 ontstond uit het voormalig Vlaams Blok. Ze is Vlaams-nationalistisch en rechts-conservatief, en staat onder meer bekend om haar streven naar een onafhankelijk Vlaanderen, de tegenstand met betrekking tot immigratie door personen die zich volgens de partij weigerachtig opstellen tegen integratie of assimilatie naar westerse normen, de verdediging van de traditionele normen en waarden, en het verzet tegen het oprukken in Europa van de politieke islam en het moslimfundamentalisme.
De partij heeft verkozenen in het Europees Parlement, de Kamer van volksvertegenwoordigers, de Senaat, het Vlaams Parlement, het Brussels Parlement, alle Vlaamse provincies en meer dan 150 steden, gemeenten en Antwerpse stadsdistricten.
Met meer dan 22.000 leden (2021) is het een van de grootste politieke partijen in Vlaanderen.

## Geschiedenis
Een voorloper van het Vlaams Belang, de Vlaams-nationalistische politieke partij de Volksunie, kreeg eind jaren 1970 te kampen met verschillende splintergroepen na de Egmontcrisis. Een van deze splintergroepen groeide uit tot het Vlaams Blok, dat werd gevormd in 1979.
Het VB bleef groeien (zie ook Zwarte Zondag), en een cordon sanitaire kon niet vermijden dat de partij eind jaren 1990 uitgroeide tot een van de grootste in Vlaanderen. Begin jaren 2000 werd het Vlaams Blok veroordeeld voor racisme en kon niet langer deelnemen aan de verkiezingen. Hierna werd in 2004 het huidige Vlaams Belang opgericht.
Bij de federale verkiezingen van 2007 stagneerde het Vlaams Belang. De partij boekte overal nog een kleine winst, maar verloor één Kamerzetel in de kieskring Antwerpen. Bij de Vlaamse verkiezingen 2009 echter moest het Vlaams Belang een derde van zijn stemmen inleveren ten opzichte van de verkiezingen van 2004 en bleef de partij op 15,3% steken. Het Vlaams Blok verloor daarbij 11 zetels in het Vlaamse Parlement. Dit was de eerste zware verkiezingsnederlaag van de partij in haar geschiedenis. Een tweede verkiezingsnederlaag bij de federale verkiezingen van 2010 bevestigde de algemene terugval van de partij.
Op 2 maart 2008 werd Bruno Valkeniers op een partijcongres verkozen tot nieuwe partijvoorzitter met 94,6 % van de uitgebrachte stemmen. Met deze ruime score volgde hij Frank Vanhecke op. In 2012 werd Valkeniers vervangen door Gerolf Annemans. Na de verkiezingsnederlaag in 2014 werd Tom Van Grieken op 28-jarige leeftijd voorzitter van het Vlaams Belang.

## Programma

### Ideologische uitgangspunten
Het Vlaams Belang omschrijft zichzelf als een rechts-conservatieve, Vlaams-nationalistische partij. In haar streven naar Vlaamse onafhankelijkheid houdt de partij vast aan het zelfbeschikkingsrecht der volkeren en de autonomiegedachte. Inzake het immigratiestandpunt sluit men aan bij de identitaire beweging. Daarnaast profileert het Vlaams Belang zich als een, wat zij noemt, conservatieve en waardengedreven gezinspartij met aandacht voor de traditionele normen en waarden. Ze is een actieve promotor van de Vlaamse identiteit.
Sinds maart 2012 probeert de partij ook de sociale kaart te trekken, onder meer door N-VA, haar concurrent op nationalistisch vlak, af te doen als een neoliberale partij. Volgens een analyse van de standpunten in de stemtest van VRT NWS en De Standaard was Vlaams Belang zowel in 2019 als 2024 een economisch rechtse partij. Ook volgens anderen, zoals de vakbond ABVV, is het Vlaams Belang eerder een rechts-liberale partij en is het fout om het Vlaams Belang als een sociale of sociaal-economisch linkse partij te bestempelen vanwege hun effectieve stemgedrag in de verschillende parlementen. Volgens onderzoeker Koen Abts van het Instituut voor Sociaal en Politiek Opinieonderzoek aan de KU Leuven zit de economische agenda van het Vlaams Belang tussen protectionisme en marktliberalisme.

### Kritiek
Het Vlaams Belang kent een grote conservatieve aanhang, maar er zijn ook veel critici die de partij en haar aanhangers als extreemrechts beschouwen. Recent en minder recent haalde de partij niet alleen geregeld het nieuws doordat er aanhangers van het neonazisme in haar rangen opdoken, ook bleken verwante organisaties contacten met neonazi's te onderhouden. Enige Vlaams Belang-leden zijn tevens lid van de 'volksnationalistische' beweging. 
Vlaams Belang zou hierrond een duale houding hebben, met een salonfähige en een extremere vleugel. De eerste groep probeert het Vlaams Belang politiek aanvaardbaar te maken voor de andere partijen om zo het cordon te verbreken. Dit is vergelijkbaar met de pogingen van Marine Le Pen in Frankrijk. De tweede groep houdt radicale figuren binnen de invloedssfeer van het VB. Tot die tweede groep behoort onder meer Sam Van Rooy (Vlaams Parlement).
Tot Rusland Oekraïne binnenviel in februari 2022 hadden leden van de partijleiding veel bewondering voor de Russische president Vladimir Poetin. Volksvertegenwoordiger Frank Creyelman trad zelfs op als verkiezingswaarnemer bij het pro-Russische nep-referendum in de Krim in 2014. Dezelfde Frank Creyelman bleek ook steekpenningen aangenomen te hebben van China, net als Filip Dewinter.

## Structuur
Het Vlaams Belang kent verschillende nationale partijorganen. Dit zijn het partijcongres, de partijraad en het partijbestuur.
Het partijbestuur van het Vlaams Belang zorgt voor de dagelijkse werking van de partij. Dit partijorgaan komt wekelijks samen. Het is belast met de voorbereiding en uitvoering van de beslissingen van de partijraad. Het neemt beslissingen betreffende de organisatie en de werking van de partij en coördineert de werking van de diensten en de parlementaire fracties.
De partijraad is statutair het hoogste gezagsorgaan binnen de partij. Deze raad bestaat uit de leden van het partijbestuur aangevuld met alle overige parlementsleden, vertegenwoordigers van elke regio, vertegenwoordigers van de Vlaams Belang Jongeren en een aantal gecoöpteerde leden.
Op het partijcongres spreken de statutaire kaderleden zich uit over de kandidaat-partijvoorzitter en het partijprogramma en over een coalitie na verkiezingen.
De voorzitter van het Vlaams Belang is Tom Van Grieken, die eind 2014 Gerolf Annemans opvolgde. Annemans volgde in 2012 Bruno Valkeniers op, die zelf Frank Vanhecke na 16 jaar had afgelost, die op zijn beurt binnen het toenmalige Vlaams Blok in 1996 de opvolger van stichter en eerste voorzitter Karel Dillen was geweest.
| Voorzitter       | Periode                            | Opmerkingen                                                                    |
| ---------------- | ---------------------------------- | ------------------------------------------------------------------------------ |
| Frank Vanhecke   | 14 november 2004 - 2 maart 2008    | Herkozen op 12 december 2004.                                                  |
| Bruno Valkeniers | 2 maart 2008 - 16 december 2012    | Verkozen op 2 maart 2008.                                                      |
| Gerolf Annemans  | 16 december 2012 - 19 oktober 2014 | Verkozen op 16 december 2012.                                                  |
| Tom Van Grieken  | Sinds 19 oktober 2014              | Verkozen op 19 oktober 2014, herkozen op 16 november 2019 en 10 december 2023. |

Naast een nationale organisatie is er een uitgebouwde plaatselijke partijwerking. De partij beschikt in elk van de provincies over een secretariaat, waar belanghebbenden met vragen terecht kunnen.
Daarnaast zijn binnen het VB een jongerenwerking (Vlaams Belang Jongeren) en seniorenwerking (Senioren Forum) actief.

## Leden
In 2017 bedroeg het ledental van de partij 18.153 leden. Daarmee stond ze toen op de 5e plaats in Vlaanderen wat het aantal partijleden betreft, meer bepaald na respectievelijk Open Vld, CD&V, sp.a en N-VA. De jaren erna steeg het aantal leden gaandeweg: 18.311 in 2018, 18.404 in 2019, 18.763 in 2020 en halfweg 2021 waren het er 22.194. In de eerste jaren na de oprichting lag het aantal leden ook boven de 20.000. Tussen 2007 en 2010 verloor de partij zo'n 20% van haar leden.
Vanwege een beveiligingsprobleem met de MediaWiki Graph-software is het momenteel niet mogelijk deze grafiek weer te geven. Zodra de software is bijgewerkt zal de grafiek vanzelf weer zichtbaar worden.

## Verkiezingen
Het Vlaams Belang was na de Vlaamse parlementsverkiezingen van 2004 de grootste politieke fractie in het Vlaams Parlement, vóór de afzonderlijke fracties van CD&V en N-VA. Onder de naam Vlaams Belang heeft de partij voor het eerst in 2006 aan verkiezingen deelgenomen. Zie ook het kopje Verkiezingen voor de verkiezingsuitslagen van het Vlaams Blok vóór deze datum.

### Federale verkiezingen 2007
Op de nieuwjaarsreceptie van 14 januari 2007 van het Vlaams Belang legde toenmalig voorzitter Frank Vanhecke de lat op 18% (de verkiezingsuitslag in 2003) en één stem. De voorzitter deed een pleidooi tegen een versnippering ter rechterzijde met de uitspraak: "Wij zijn en blijven voorstanders van een Forza Flandria, van de eenheid rond en naast het Vlaams Belang". Enkel VLOTT ging hierop in. Vlaams Belang en VLOTT trokken dan ook als kiesalliantie naar de kiezer.
Het op 4 maart 2007 voorgestelde verkiezingsprogramma komt neer op de volgende punten:
- Een onafhankelijk en beter Vlaanderen met een volledige en directe splitsing van de sociale zekerheid met verlaging van de fiscale druk.
- Een immigratiestop, want de Vlaamse samenleving is geen "assimilatiemachine"; geen "multicultureel" waanbeeld, maar een Vlaamse leidcultuur.
- Criminaliteit: nultolerantie en meer blauw op straat; uitbreiding van het recht op zelfverdediging naar eigen bezittingen; verruiming van de voorwaardelijke hechtenis en het snelrecht; afschaffing van de Wet-Lejeune; invoering van statistieken met de etnische afkomst van de misdadigers; terrorisme en islam samenrijmen.
- Vrije meningsuiting: afschaffing van het cordon sanitaire en stopzetting van de "heksenjacht" op VB'ers bij de bestaande vakbonden; afschaffing van het Centrum voor Gelijkheid van Kansen en voor Racismebestrijding.
- Herstellen van de traditionele Europese waarden en normen; euthanasie en abortus zijn ongewenst; instelling van een opvoedersloon voor thuisblijvende ouders en traditioneel onderwijs als norm. Het VB profileert zich ook als dé echte Vlaamse familiepartij na een op 31 maart 2007 georganiseerde familiedag in het pretpark Bobbejaanland te Lichtaart. Op deze 150.000 euro kostende dag, die deels als verkiezingsuitgave geboekt werd, waren 12.500 partijleden aanwezig.

Bij de federale verkiezingen van 10 juni 2007 bleek de partij volgens analisten aan haar plafond te zitten. Ten opzichte van de Vlaamse verkiezingen van 2004 verloor ze namelijk 220.000 stemmen. Eén en ander was echter het gevolg van het onverwachte succes van de nieuwe partij Lijst Dedecker (6,5%), die daarmee de kiesdrempel van 5% ruimschoots haalde, en het grote succes van het kartel CD&V-N-VA. Toenmalig voorzitter Frank Van Hecke en Marie-Rose Morel werd in de partij verweten geen kartel aangegaan te hebben met Dedecker.
Bij deze verkiezingen deed het Vlaams Belang ook mee in de kieskring Waals-Brabant bij wijze van protest tegen het uitblijven van de splitsing van Brussel-Halle-Vilvoorde. De partij kreeg er 1.367 stemmen (0.59% van de Waals-Brabantse stemmers). In 2003 had het Vlaams Blok ook al eens meegedaan in Henegouwen, waar 6.198 mensen (oftewel 0,85% van de Henegouwse kiezers) op de partij stemden.

### Vlaamse verkiezingen 2009
Tijdens de verkiezingen van 7 juni 2009 (waarbij er een nieuw Europees Parlement werd verkozen en een nieuwe Vlaamse Parlement) haalde de partij 15,28% van de stemmen voor de Vlaamse-Parlementsverkiezingen en 15,88% voor de Europese verkiezingen. Dit betekende een verlies van respectievelijk 8,86% en 7,28% ten opzichte van de vorige Vlaamse en Europese parlementsverkiezingen, toen de partij nog Vlaams Blok heette.

### Federale verkiezingen 2010
Bij de federale verkiezingen van 2010 ging het Vlaams Belang achteruit. In de Kamer zakte de partij tot 12,3% van de stemmen: een verlies van 6,7%. Het Vlaams Belang speelde zo vijf van zijn 17 zetels kwijt. In de Senaat ging ze 6,92% achteruit: tot 12,28%. Daar moest het Vlaams Belang twee van zijn vijf zetels (voor rechtstreeks verkozen senatoren) inleveren. Een van die drie verkozen, Jurgen Ceder, stapte bovendien tijdens de legislatuur op en bleef als onafhankelijke zetelen.

### Federale, Europese en Vlaamse verkiezingen 2014
In 2014 zakte de partij nog verder weg. Ze kregen landelijk nog maar 3,67% van de stemmen voor de Kamer, wat nog drie verkozenen opleverde, maar geen volwaardige fractie. Voor het Vlaams Parlement zakte de partij tot 5,92%, waardoor ze zes verkozenen overhielden; een verlies van 15 zetels. Ook Europees ging het bergaf: de partij verloor één zetel, alleen voorzitter Gerolf Annemans veroverde een plaats in het Europees Parlement. Annemans stapte uiteindelijk op als voorzitter en werd opgevolgd door Tom Van Grieken.

### Lokale verkiezingen 2018
Bij de lokale verkiezingen van 2018 klom Vlaams Belang stilaan uit het dal. Ze kwamen niet overal op, maar op veel plaatsen waar ze dat wel deden, gingen ze vooruit.

### Federale, Europese en Vlaamse verkiezingen 2019
Vlaams Belang was bij de verkiezingen van 2019 de grote winnaar. De partij werd de tweede grootste van Vlaanderen en won 12,6 procentpunt op Vlaams, 0,9 procentpunt op Waals en 8,3 procentpunt op federaal niveau, goed voor respectievelijk 23 en 18 zetels. Europees klom de partij van één zetel naar drie zetels, na een stijging van 12,3 procentpunt.

#### "Partij van de Dieren"
De Partij voor de Dieren van Jan Van Puyvelde verbond zich voor deze verkiezingen aan het Vlaams Belang. Op Facebook leek deze partij reclame te maken voor Vlaams Belang, maar Vlaams Belang bleek zelf de campagne op poten te hebben gezet. Dit tot ongenoegen van DierAnimal, een dierenpartij die zelfstandig opkwam.

#### Coalitiegesprekken
Voor de formatie van een nieuwe federale regering was na de verkiezingen snel duidelijk dat het cordon sanitaire rond de partij zou standhouden. Op Vlaams niveau sprak N-VA, de grootste partij, wél met Vlaams Belang. Tot in augustus liepen er gesprekken, maar geen enkele andere partij wilde Vlaams Belang in de regering, ook niet in een of andere formule met gedoogsteun. Op 12 augustus 2019 viel Vlaams Belang definitief af, maar in de nota die als start dient voor de uiteindelijke formatiegesprekken tussen N-VA, Open Vld en CD&V zagen analisten in bepaalde voorstellen toch de stempel van Vlaams Belang.

## Externe relaties

### Met de N-VA
Vlaams Belang en N-VA zijn ontstaan uit dezelfde partij, de Volksunie, zij het met ruim twintig jaar tussen. Beide partijen zijn Vlaams-nationalistisch, rechts, en behoren bij de grootste partijen in Vlaanderen. Periodiek laait het idee terug op om samen te werken om (zie om Forza Flandria), om zo meerderheid te krijgen in het federale parlement, en zo tot een onafhankelijk Vlaanderen te komen. Bij de onderhandelingen over een Vlaamse regering in 2019 knoopte N-VA gesprekken aan met Vlaams Belang, maar dat draaide niet uit op een coalitie. N-VA-kopstukken zien samenwerking vaak niet zitten vanwege controversiële VB-mandatarissen zoals Filip Dewinter, Sam van Rooy en Dries Van Langenhove.

### Met andere politieke partijen
In 1989 werd door de overige Belgische partijen een cordon sanitaire tegen het toenmalig Vlaams Blok opgeworpen. Het hield in dat de partijen principieel niet zouden samenwerken met het Vlaams Blok. De schutskring hield op federaal niveau al meer dan dertig jaar stand.
Hoewel het cordon sanitaire door sommigen in vraag wordt gesteld, blijven de traditionele partijen echter resoluut elke samenwerking met de partij afwijzen. Zo bevestigde toenmalig premier Guy Verhofstadt in een toespraak begin december 2005 zijn weigering om wegens ideologische redenen samen te werken met het Vlaams Belang. Toenmalig voorzitter van de CD&V Jo Vandeurzen verklaarde op zijn beurt in april 2006 dat er geen coalities mochten aangegaan worden met het VB bij de op dat ogenblik aanstaande gemeenteraadsverkiezingen. In 2004 werd het Vlaams Belang wél voor het eerst door Yves Leterme (CD&V) via verkennende gesprekken betrokken bij de vorming van een nieuwe Vlaamse Regering. Hij moest echter vaststellen dat de partij toen inhoudelijk geen dossier had voorbereid, maar volgens voorzitter Frank Vanhecke ging Leterme al meteen niet akkoord met zijn voorstel tot splitsing van de sociale zekerheid, en was dat dan ook de reden dat eerstgenoemde de gesprekken reeds zo snel stopzette. Niettemin bestaat er bij sommige leden en lokale afdelingen van CD&V en Open Vld ook wrevel over deze standpunten van de partijleiding.
Leden van het Vlaams Belang benadrukken voortdurend dat de Waalse socialistische partij PS de facto het land regeert en dreigt de federale regering te laten vallen, om zo hun partijprogramma te realiseren. Ook de steun van Elio Di Rupo, voorzitter van de PS, aan de Franstalige minderheid in de Brusselse rand en de eis van de PS tot uitbreiding van het hoofdstedelijk gewest met de faciliteitengemeenten in Vlaams-Brabant, is een doorn in het oog van het VB. Op 18 april 2006 verklaarde Di Rupo dat "de grenzen van het Brusselse Gewest niet meer beantwoorden aan de economische en sociale realiteit van de regio". Bepaalde ingeweken Franstaligen in de Brusselse randgemeenten weigeren echter Nederlands te leren en gaan niet akkoord met de visie van onder andere het VB over het uitdovend aspect van de taalfaciliteiten en zien de Vlaamse taaleisen als pesterijen.

### Met bevriende organisaties en personen
- Nationalistische Studentenvereniging (NSV): Veel leden zijn terug te vinden bij politieke partijen, hoofdzakelijk het Vlaams Belang, waaronder huidig voorzitter Tom Van Grieken.
- Nationalistisch JongStudentenVerbond (NJSV): scholieren van de NSV.
  - Fratres Coniuncti: vereniging van oud-studenten van deze studentenvereniging. Verschillende leden zijn terug te vinden bij politieke partijen, hoofdzakelijk het Vlaams Belang.
- Katholiek Vlaams Hoogstudentenverbond (KVHV): een aantal oud-studenten zijn terug te vinden bij het Vlaams Belang en andere politieke partijen.
- Nieuw Rechts: vanaf 2002 onderhoudt het VB goede contacten met Michiel Smit van het Nederlandse nieuwrechts. Filip Dewinter zei over Smit in het televisieprogramma Nova tijdens de manifestatie 'geen stemrecht voor vreemdelingen' dat hij hem een talent vindt. Ook sprak Karim Van Overmeire (inmiddels anno 2011 overgestapt naar de N-VA) in Rotterdam op een bijeenkomst, net als EU-parlementslid Philip Claeys. Inhoudelijk lijkt Nieuw Rechts sterk op het Vlaams Belang, al is de Nederlandse partij minder conservatief.
- Partij voor Nederland (PvN): op 21 juni 2005 ontmoetten Hilbrand Nawijn en Filip Dewinter elkaar in het voormalige huis van Pim Fortuyn. Fortuyn verafschuwde steeds de associaties met het VB. Deze ontmoeting zorgde voor onenigheid in de LPF-Tweede Kamerfractie, waarna Nawijn besloot die te verlaten en tijdelijk verder te gaan als Groep Nawijn. Hij kondigde toen aan een nieuwe landelijke partij op te richten, die inhoudelijk dicht bij de ideeën van het Vlaams Belang zou staan. Dat werd de PvN.
- Partij voor de Vrijheid (PVV) van Geert Wilders: een gelijkaardige partij.
- Protea: groepering met als stichtend lid Karel Dillen (de ondertussen opgeheven organisatie om de banden aan te halen met het zusterland Zuid-Afrika met steun aan het toenmalige apartheidsregime).
- Rassemblement National van Marine Le Pen: een gelijkaardige partij.
- TAK: Vlaamse (taal)actiegroep.
- Trots op Nederland: een gelijkaardige partij.
- Vlaams Belang Jongeren (VBJ): de jongerenbeweging van het Vlaams Belang.
- Vlaamse Jongeren Mechelen (VJM): was een extreemrechtse organisatie opgericht door een bestuurslid van de Vlaams Belang Jongeren. De VJM had het Mechelse Vlaams Belang-secretariaat als uitvalsbasis en organiseerde jaarlijks een cantus in samenwerking met de Vlaams Belang Jongeren, het NSV en het NJSV.
- Vlaamse Jongeren Westland: met Pieter Van Damme, lid van de regionale raad van het VB te Brugge.
- VLOTT: een voormalige rechts-liberale beweging opgericht door Hugo Coveliers en in Antwerpen kartelpartner van Vlaams Belang.
- Voorpost: de Heel-Nederlandse organisatie Voorpost heeft veel kaderleden gemeen met het Vlaams Belang en de Vlaamse Volksbeweging (VVB), en trad vroeger op als ordedienst bij VB-manifestaties. Sinds enkele jaren heeft Vlaams Belang echter zijn eigen, nationale ordedienst.
- Were Di: vereniging waar stichter Karel Dillen vroeger ook lid van was.

### In Europees verband
In januari 2007 verenigde de fractie van het Vlaams Belang in het Europees Parlement zich met een aantal vergelijkbare nationalistische partijen in de fractie Identiteit, Traditie en Soevereiniteit, waarin verder onder meer het Franse Front National, de Oostenrijkse FPÖ, het Italiaanse Alternativa Sociale, de Groot-Roemenië Partij (PRM) en het Bulgaarse Ataka zitting namen. Door het ontstaan van de nieuwe extreemrechtse fractie werd het verschijnsel cordon sanitaire nu ook merkbaar in het Europese Parlement.
Op 17 januari 2008 werd onder impuls van Filip Dewinter te Antwerpen "Steden tegen islamisering" opgericht, een internationaal politiek samenwerkingsverband tussen partijen en organisaties die de strijd tegen wat zij beschouwen als de oprukkende islamisering van Europa, en in het bijzonder van de grote steden, willen coördineren en verbeteren. Onder andere de Freiheitliche Partei Österreichs uit Oostenrijk en Die Republikaner uit Duitsland werken hieraan mee.

## Racismeklacht tegen Vlaams Belang
Een van de toenmalige juridische adviseurs van het VB, prof. Luc Lamine, die daarna zelf ontslag nam, stelde dat het VB zeer bewust kansen heeft laten liggen om die zaak te winnen, zodat de partij zich in een slachtofferrol kon wentelen. Men heeft volgens Lamine bewust de kans genegeerd om de racismeklacht voor het hof van assisen te krijgen, omdat daar de kans om te winnen groter was dan voor een beroepshof. Alles draaide om het feit of het om een politiek misdrijf ging dat automatisch voor het hof van assisen werd beslecht. De enige manier om de klacht voor assisen te krijgen bestond erin een prejudiciële vraag te richten aan het Arbitragehof. Het Arbitragehof zou de bestaande rechtspraak over politieke misdrijven van het Hof van Cassatie kunnen breken en de klacht voor het hof van assisen brengen. Dat heeft men echter niet gedaan. Luc Lamine diende daarna op eigen initiatief een klacht in bij het Europees Hof te Straatsburg. De partijleiding wilde vermijden dat de uitspraak van het Belgisch Verbrekingshof getoetst werd door het Europees Hof. Straatsburg oordeelde echter dat er geen schending van het recht is geweest en dat de veroordeling terecht was.
Volgens de andere juridische adviseurs van het VB, advocaten Luc Deceuninck, Reinhold Tournicourt, Rob Verreycken en senator Jurgen Ceder, hoofd van de juridische dienst van het toenmalige Vlaams Blok, wenste men niet naar het Arbitragehof te stappen omdat het een rechtbank is die voor de helft bestaat uit Walen. Waar de kans op een overwinning voor de Nederlandstalige rechtbanken reëel was, werd die kans voor het Arbitragehof zowat onbestaande geacht.
Volgens sommigen kon de partij door deze veroordeling haar Calimero-imago weer aanmeten. Toch wordt deze veroordeling door velen ook gezien als een politiek geënsceneerd proces om het Vlaams Blok te beschadigen. Een specifiek verweerargument van VB-aanhangers is dat er een aantal wetten precies op maat gemaakt is om tot de veroordeling te kunnen komen.
Op 15 juni 2011 werd de vordering van de Franstalige partijen, Groen! en sp.a om de overheidsdotatie van het Vlaams Belang wegens vermeend racisme in te trekken door de Raad van State verworpen. Op 21 juni 2011 besliste de Raad dat het Vlaams Belang zijn partijdotatie definitief niet verliest. De Raad oordeelde dat de aangehaalde feiten te ver in het verleden lagen. De andere aangehaalde feiten wogen volgens de Raad te licht om de partij haar financiering af te nemen.

## Politieke mandaten

### Europees Parlement
In het Europees Parlement heeft Vlaams Belang drie zetels:
- Gerolf Annemans (Nederlandse kieskring)
- Barbara Bonte (Nederlandse kieskring)
- Tom Vandendriessche (Nederlandse kieskring)

#### Kamer van volksvertegenwoordigers
Vlaams Belang beschikt over twintig federale volksvertegenwoordigers:
- Katleen Bury
- Ortwin Depoortere
- Marijke Dillen
- Britt Huybrechts
- Dieter Keuten
- Kurt Moons
- Barbara Pas (fractievoorzitter)
- Annick Ponthier
- Kurt Ravyts
- Ellen Samyn
- Werner Somers
- Dominiek Spinnewyn-Sneppe
- Frank Troosters
- Francesca Van Belleghem
- Alexander Van Hoecke
- Reccino Van Lommel
- Sam van Rooy
- Kristien Verbelen
- Lode Vereeck
- Wouter Vermeersch

#### Senaat
Vlaams Belang beschikt over acht senatoren:
- Yves Buysse
- Bob De Brabandere
- Johan Deckmyn
- Kristof Slagmulder
- Klaas Slootmans (fractievoorzitter)
- Anke Van dermeersch
- Wim Verheyden
- Hans Verreyt

#### Vlaams Parlement
Vlaams Belang telt 31 Vlaamse Parlementsleden:
- Michiel Awouters
- Roosmarijn Beckers
- Adeline Blancquaert
- Yves Buysse
- Filip Brusselmans
- Bart Claes
- Mercina Claesen
- Johan Deckmyn
- Immanuel De Reuse
- Dries Devillé
- Filip Dewinter
- Guy D'haeseleer
- Frédéric Erens
- Chris Janssens (fractievoorzitter)
- Jan Laeremans
- Tom Lamont
- Dominiek Lootens-Stael
- Ilse Malfroot
- Leo Pieters
- Carmen Ryheul
- Stefaan Sintobin
- Kristof Slagmulder
- Klaas Slootmans
- Els Sterckx
- Sarah T'Joens
- Freija Van den Driessche
- Anke Van dermeersch
- Tom Van Grieken
- Bart Van Opstal
- Wim Verheyden
- Suzy Wouters

#### Brussels Hoofdstedelijk Parlement
Vlaams Belang heeft een zetel in het Brussels Hoofdstedelijk Parlement:
- Bob De Brabandere (fractievoorzitter)

#### Provinciaal en lokaal niveau
| Antwerpen       | 7 / 36 |
| Limburg         | 6 / 31 |
| Oost-Vlaanderen | 7 / 36 |
| Vlaams-Brabant  | 5 / 36 |
| West-Vlaanderen | 8 / 36 |

##### Provincieraadsleden
- Delphine Bekaert
- Sabine Bille
- Wouter Bollansée
- Filip Buyse
- Sofie Cleve
- Stef De Keyser
- Niels Delbaere
- Katrien De Mesel
- Jens De Pauw
- Erik De Quick
- Michiel Descheemaeker
- Joris De Vriendt
- Yana De Vrij
- Griet Diaz
- Kimberley Dugardein
- Olaf Evrard
- Catherine François
- Jonathan Haeyaert
- Danny Kenis
- Véronique Lenvain
- Eddy Longeval
- Chantal Nagels
- Kinga Pajak
- Luk Raekelboom
- Oriana Saeren
- Vanessa Spiritus
- Carine Stevens
- Bruno Valkeniers
- Dietrich Vandereycken
- Stefaan Van Gucht
- Steven Van Liedekerke
- Bruno Van Wettere
- Patrik Wellekens

##### Burgemeesters
Vlaams Belang heeft een burgemeester:
- Guy D'haeseleer (Ninove)

## Bekende (oud-)leden
- Gerolf Annemans
- Xavier Buisseret
- Yves Buysse
- Jurgen Ceder
- Philip Claeys
- Alexandra Colen
- Frank Creyelman
- Johan Deckmyn
- Bart Debie
- Rita De Bont
- Filip De Man
- Reddy De Mey
- Johan Demol
- Ortwin Depoortere
- Filip Dewinter
- Guy D'haeseleer
- Karel Dillen
- Koen Dillen
- Marijke Dillen
- Jef Elbers
- Hagen Goyvaerts
- Chris Janssens
- Bart Laeremans
- Dominiek Lootens-Stael
- Marie-Rose Morel
- Jan Mortelmans
- Staf Neel
- Barbara Pas
- Jan Penris
- Annick Ponthier
- Roeland Raes
- Bert Schoofs
- Guido Tastenhoye
- Bruno Valkeniers
- Geert Van Cleemput
- Francis Van den Eynde
- Anke Van dermeersch
- Tom Van Grieken
- Frank Vanhecke
- Freddy Van Gaever
- Joris Van Hauthem
- Karim Van Overmeire
- Roeland Van Walleghem
- Rob Verreycken
- Wim Verreycken
- Hans Verreyt
- Tanguy Veys
- Wim Wienen